# Xanthopan morganii
Xanthopan morganii ist ein Schmetterling (Nachtfalter) aus der Familie der Schwärmer (Sphingidae).

## Merkmale

### Falter
Die Falter erreichen eine Vorderflügellänge von 53 bis 65 Millimetern. Insbesondere die Weibchen der großen Art haben lange und breite Flügel. Die Vorderflügel und der Körper ist gelblich-braun bis grünlich gefleckt. Der Hinterleib trägt gelbe Flecken an den Seiten und wie auch Coelonia fulvinotata haben die Tiere auf den Hinterflügeln basal ebenso gelbe Flecken. Der Saugrüssel der Art ist mit über 22 Zentimetern Länge auch für Schwärmer extrem lang.

## Vorkommen und Lebensweise
Die Art ist in den warmen Küstengebieten Afrikas verbreitet und kommt am häufigsten in Mosambik, Malawi und Simbabwe vor. Sie tritt jedoch auch in den tropischen und subtropischen Gebieten weiter im inneren des Kontinents auf. Es wurden auch Falter der Gattung auf Madagaskar gefunden und als Unterart Xanthopan morgani praedicta Rothschild & Jordan 1903 beschrieben. Sowohl morphologische Unterschiede als auch molekularen Daten zeigen, dass die madagassische Unterart genetisch weit von derjenigen des afrikanischen Festlandes entfernt ist.
Charles Darwin erkannte 1862, dass es einen Nachtfalter geben müsse, der an den Nektar der Orchidee Angraecum sesquipedale gelangen kann, der sich als eine Nektarsäule in den bis zu 30 Zentimeter langen Blütenspornen sammelt. Damals war jedoch kein Nachtfalter mit einem so langen Saugrüssel bekannt. Auch Alfred Russel Wallace teilte Darwins Ansicht und beschrieb 1867, wie sich die Orchideenart gemeinsam mit dem Falter entwickeln konnte: Für die Pflanze wird schrittweise die Bestäubung mit arteigenem Pollen immer stärker gesichert, während für das Tier schrittweise eine Nahrungsquelle entsteht, die es mit keinem Konkurrenten mehr teilen muss (da offenbar kein anderer Schmetterling mit der Evolution des extrem verlängerten Rüssels Schritt hielt).
40 Jahre später, bereits nach dem Tod von Darwin, wurde der Falter auf Grund je eines Männchens und eines Weibchens, die auf Madagaskar gefunden worden waren, durch Walter Rothschild und Karl Jordan beschrieben und mit der Anführung von Wallace's Vorhersage Xanthopan morganii praedicta (lateinisch praedictus „der Vorausgesagte“) benannt, während die fünf Jahre früher von Darwin gemachte Vorhersage mit keinem Wort erwähnt wurde. Im Englischen heißen die Tiere deshalb bis heute Wallace's hawk moth.
Die Raupen von Xanthopan morganii ernähren sich von Uvaria und Netzannone (Annona reticulata).

## Taxonomie
Einer Studie (Minet et al. 2021) nach sind die Tiere auf Madagaskar seit rund 7 Millionen Jahren von den Tieren auf dem afrikanischen Festland getrennt. Die morphologischen und genetischen Unterschiede sind den Wissenschaftlern nach groß genug um der vorhergesagten Unterart Xanthopan morganii praedicta Artstatus zuzugestehen und sie als zweite Art der Gattung als Xanthopan praedicta Minet et al. 2021 zu klassifizieren.

## Belege